# Крайньодеражнянська сільська рада
Крайньодеражнянська сільська рада (Крайньо-Деражнянська сільська рада) — колишня адміністративно-територіальна одиниця та орган місцевого самоврядування в Ярунському районі Волинської округи, Київської й Житомирської областей Української РСР з адміністративним центром у селі Крайня Деражня.

## Населені пункти
Сільській раді на час ліквідації були підпорядковані населені пункти:
- с. Крайня Деражня

## Історія та адміністративний устрій
Створена 27 жовтня 1926 року, відповідно до наказу Волинського ОВК № 125 «Про утворення нових національних селищних та сільських рад, поширення мережі українських сільрад та перейменування існуючих сільрад у національні», в с. Крайня Деражня Косенівської сільської ради Ярунського району Волинської округи.
Станом на 1 вересня 1946 року сільська рада входила до складу Ярунського району Житомирської області, на обліку в раді перебувало с. Крайня Деражня.
Ліквідована 11 серпня 1954 року, відповідно до указу Президії Верховної ради Української РСР «Про укрупнення сільських рад по Житомирській області», територію та с. Крайня Деражня приєднано до складу Косенівської сільської ради Ярунського району Житомирської області.